# Franca Treur
Franca Treur (Meliskerke, Veere, 23 de juny de 1979) és una escriptora i periodista neerlandesa de NRC Handelsblad a nrc.next.

## Biografia

### Joventut i educació
Treur va créixer en una família d'agricultors d'una estricta religió de l'Església Reformada en el seu lloc zelandés de naixement de Meliskerke. Després d'assistir a l'escola secundària al col·legi Calvijn, va anar a estudiar psicologia a la Universitat de Leiden. Més tard va canviar a filologia neerlandesa i Ciència de la literatura. A Leiden, va ser membre de l'associació estudiantil Reformada Panoplia. Segons una entrevista en un diari, durant els seus estudis va descobrir les suposades similituds entre les històries de cultures de l'Antic Orient Pròxim i les seves relacions amb la Bíblia, que la van convèncer que aquestes històries van ser simplement inventades per consolar als éssers humans. D'altra banda, mai havia sentit l'existència de Déu, per tant va abandonar la seva fe, informant al Consell de Panoplia d'aquesta qüestió l'11 de setembre de 2001.

### Carrera literària
L'any 2006, va guanyar una concurs d'assaig, amb el tema «Macht en onmacht» organitzat per el Contrast Magazine and nrc.next., amb la seva obra Maak iets van je leven! Maar wat? .
A l'octubre de 2009, es va publicar el seu primer llibre Dorsvloer vol confetti. És una novel·la psicològica sobre una noia que creix en Zelanda en una família d'agricultors profundament religiosos a la fi de 1980 i principis de 1990. A pesar que la seva vida de joventut va servir com a paper crucial d'inspiració, la novel·la no és una autobiografia. El llibre es va vendre per sobre de les 150,000 còpies. A causa del tema i els seus antecedents, el seu estil és sovint comparat amb escriptors com Jan Siebelink i Maarten 't Hart, els qui, com ella s'han separat de l'estricta església reformada en la qual es van criar.
L'any 2010, va guanyar el Premi de Debut Selexyz. Dorsvloer vol confetti va estar nominat diverses vegades, en particular pel AKO Literatuurprijs (longlist) i el Publieksprijs NS. Al final de 2010, Column Film va anunciar que havia comprat els drets de pel·lícula per Dorsvloer vol confetti. Va ser estrenada en cinemes l'any 2014.

## Treballs

### Novel·les
- Dorsvloer vol confetti, 2009
- De woongroep, 2014
- Ik zou maar nergens op rekenen Zeelandic boekenweekgeschenk 2015
- X&I (stories), 2016

### Assaig
- Zondig In Zeeland, 2012, junt amb Freek de Jonge, Oek de Jong i uns altres.

### Adaptació a pel·lícula
- Dorsvloer vol Confetti, 2014